# Ольшевская летопись
Ольшевская летопись — памятник белорусско-литовского летописания XVI века; список расширенной редакции «Хроники Великого княжества Литовского и Жомойтского», переведённая на польский язык, аналогичная тексту Краковского (на польском языке) и Румянцевскому списков (Румянцевская летопись). В XIX веке хранилась в библиотеке Александра Хоминского в имении Ольшево (от него и название) около Нарочи (Мядельский район); сейчас хранится в Национальной библиотеке Польши. Датируется 1550 годом. В Ольшевской летописи излагается история ВКЛ от легендарного князя Палемона до середины XV века. Наиболее подробно освещен период княжения Витовта, изложенный согласно «Летописца великих князей литовских». В конце летописи помещена «хроничка» — собрание коротких датированных сведений за 1307—1535 годы. В рукописи помещены польский перевод Статута ВКЛ 1529 года. Ольшевская летопись — самый ранний перевод на польский язык белорусско-литовской летописи.

## Публикации
- Kodeks Olszewski Chomińskiego, Wielkiego księstwa Litewskiego i Zmódzkiego kronika / Podług rękopisu z roku 1550 wydał S.Ptaszycki. — Wilno, 1907.
- Kodeks Olszewski Chomińskiego, Wielkiego księstwa Litewskiego i Zmódzkiego kronika. — Warszawa — Lublin, 1932.
- Ольшевская летопись // Полное собрание русских летописей / Академия наук СССР, Институт истории СССР. Том 35: Летописи белорусско-литовские. — М.: Наука, 1980. — С. 173—191.
- Ольшевский список // Полное собрание русских летописей / Издано Императорской археографической комиссией. Том 17: Западнорусские летописи. — СПб: Типография М. А. Александрова, 1907. — С. 421—472.